# Philip Lamantia
Philip Lamantia (San Francisco, 23 oktober 1927 – aldaar, 7 maart 2005) was een Amerikaans dichter.

## Carrière
Lamantia begon zijn loopbaan als dichter toen hij op zestienjarige leeftijd het surrealisme ontdekte. In New York ontmoette hij André Breton, die zeer onder de indruk was van de kracht van de surrealistische gedichten van Lamantia en zijn werk voor het eerst publiceerde. Ook het experimentele tijdschrift View van Charles Henri Ford publiceerde gedichten van Lamantia. Hoewel Lamantia vooral bekend is als dichter van de beatgeneratie, is hij toch vooral een surrealistische dichter.